# رومان رينود
رومان رينود (2 مارس 1983 بسانت إتيان في فرنسا - ) (بالفرنسية: Romain Reynaud)‏ هو لاعب كرة قدم فرنسي في مركز الدفاع. لعب مع آود هيفرلي لوفين ونادي أرليه أفينيون ونادي سانت إتيان ونادي شاتورو ونادي فان ونادي كورتريك ونادي ليبورن وSC Schiltigheim ‏ وMoulins Yzeure Foot ‏.

## وصلات خارجية
- رومان رينود على موقع قاعدة بيانات كرة القدم.إي يو (الإنجليزية)
- رومان رينود على موقع Soccerway.com (الإنجليزية)
- رومان رينود على موقع عالم كرة القدم.نت (الإنجليزية)